# Knud Ejler Løgstrup
Knud Ejler Løgstrup (ur. 2 września 1905 w Kopenhadze, zm. 20 listopada 1981) – duński teolog, filozof i publicysta, pastor Duńskiego Kościoła Narodowego (luterańskiego).

## Życiorys
Urodził się 2 września 1905 w Kopenhadze. Maturę zdał w prestiżowej Metropolitanskolen w 1923, a w 1930 ukończył studia teologiczne na stołecznym uniwersytecie.
Po egzaminie dyplomowym podróżował przez dłuższy czas po Niemczech (1930–1935), słuchając m.in. wykładów Martina Heideggera we Fryburgu Bryzgowijskim (1933–1934). Studiował również u Hansa Lippsa w Getyndze, u Henriego Bergsona w Paryżu oraz u Friedricha Gogartena.
We Fryburgu Bryzgowijskim poznał swą przyszłą żonę, towarzyszkę życia, tłumaczkę i współmyślicielkę Rosalię Marię Pauly (z Wrocławia), również studentkę Heideggera. Poślubił ją w 1935.
W 1931 zgłosił swoją pracę konkursową o etyce Maxa Schellera, za którą zdobył złoty medal w 1932. Za pieniądze ze sprzedaży medalu sfinansował dalsze studia.
W latach 1936–1943 był pastorem w Sandager-Holevad w diecezji fiońskiej, jednocześnie pracując nad swoim doktoratem. Od lat 30. zaangażował się w nową (od 1926) inicjatywę skupionych wokół pisma Tidehverv (nazwa dosłownie przetłumaczona z podobnego niemieckiego pisma Zeitwende) teologów dialektycznych i egzystencjalnych, zrywając z nim jednak później (w 1965).
Po kilku próbach (1933, 1938) otrzymał tytuł doktora teologii (1943), obroniwszy rozprawę o neokantowskiej teorii poznania.
W czasach wojny (1940–1945) działał Løgstrup w ruch oporu i m.in. pomagał wraz z żoną w ratowaniu żydowskich uciekinierów z Danii. Pisywał również w podziemnym piśmie „Folk og frihed” (Lud i wolność).
W 1943 na nowo założonym fakultecie teologii na Uniwersytecie w Aarhus mianowano go profesorem etyki i filozofii religii. Katedrę zatrzymał do czasu przejścia na emeryturę w 1975.
Zmarł 20 listopada 1981.

## Nagrody i wyróżnienia
Uhonorowano go doktoratami honoris causa dwóch uniwersytetów: Uniwersytetu w Lund w (1965) i Uniwersytetu w Marburgu w (1977).

### Poglądy
Zachowując absolutną wartość wolności sumienia, Løgstrup uważa, że bliźni jest nam "wydany" i nie ma obiektywnej granicy dobroci i troszczenia się o bliźniego, bo indywidualne sumienie jest tu jedyną instancją rozstrzygającą, a etyczne "roszczenie" czy "wymóg", dotyczące troski o bliźniego, są niewypowiedziane, nieograniczone i niesprawdzalne.
Klasyfikowanie takich czy innych norm i zachowań jako mniej czy bardziej "chrześcijańskie" uważa on za bezzasadne i zachęca do szczerych i autentycznych zachowań.
Temat szczerości (autentyczności) staje się główną myślą w rozważaniach o "suwerennych przejawach życia", którymi są: przede wszystkim ufność, ale również otwartość w mowie, litość i miłość. Kryterium autentyczności spełnia się tu w fakcie, że takie przejawy życia "zaskakują nas samych" i zdradzają nas w sytuacjach wymagających przewrotności. Podaje tu przykład z własnego życia: że żona człowieka, ukrywającego się w czasie niemieckiej okupacji wojennej musi zmuszać się do hamowania potrzeby "wypowiedzenia się", zaufania i zawierzenia przesłuchującym ją bliźnim - Niemcom.
Tak pojęte "intuicyjne" suwerenne przejawy życia zarazem znoszą potrzebę norm, zasad i odczuć w etyce, jak i stanowią podstawę do metafizycznego ugruntowania "teologii stworzenia", odnosząc nas do pierwotnej, stworzonej rzeczywistości. Pozytywny pogląd na życie stawia Løgstrupa (również w jego własnym przekonaniu) pośród kontynuatorów inspiracji Grundtviga w naszych czasach.

## Dokonania

### Podsumowanie dokonań
Uważa się go za jednego z czterech wielkich "teologów z Aarhus".
Zajmował się głównie etyką; był autorem licznych książek na tematy filozoficzne (metafizyka, polemiki filozoficzne) i uczestnikiem debat o etycznych aspektach zmieniającego się społeczeństwa.
Oprócz dzieł polemicznych przeciw (neo-)kantystom i Kirkegaardowi, główne dzieła to "Roszczenie etyczne" (Den etiske fordring) i cztery tomy "Metafizyki"(Metafysik I - IV); (tom II wydany pośmiertnie).[3]

### Pisma
- 1956 - Roszczenie etyczne (Den etiske fordring)
- 1961 - Sztuka i etyka (Kunst og Etik)
- 1965 - Estetyka Kanta (Kants Æstetik)
- 1968 - Rozrachunek z Kirkegaardem (Opgør med Kierkegaard)
- 1972 - Norma i spontaniczność (Norm og spontanitet)
- 1972 - Solidarność i miłość (Solidaritet og Kærlighed)
- 1973 - Teologia wielkich słów (De store ord teologi) - wspólnie z Ole Jensenem i Peterem Widmannem
- 1976 - Zakres i ważkość.Rozważania filozoficzno-językowe. Metafizyka I (Vidde og Prægnans. Sprogfilosofiske betragtninger, Metafysik I)
- 1977 - Przynależność i otoczenie.Rozważania o historii i naturze. Metafizyka III (Ophav og Omgivelse. Betragtninger over historie og natur. Metafysik III)
- 1978 - Stworzenie i unicestwienie.Rozważania filozoficzno-religijne. Metafizyka IV (Skabelse og tilintetgørelse. Religionsfilosofiske betragtninger, Metafysik IV)
- 1982 - System i symbol. Eseje (System og symbol. Essays)
- 1983 - Sztuka i poznanie. Rozważania o filozofii sztuki. Metafizyka II (Kunst og erkendelse. Kunstfilosofiske betragtninger, Metafysik II)
- 1988 - Wyzwania - 5 przemówień radiowych z 1978 (Udfordringer.5 radiotaler fra 1978)
- 1995 - Kazania z Sandager-Holevad (Prædikener fra Sandager-Holevad)

## Tłumaczenia
- Knud Løgstrup. Metaphysics. Marquette University, Milwaukee, 1995. translated and with an introduction by Russell L. Dees. ISBN 0-87462-603-X.
- Knud Løgstrup. The Ethical Demand. University of Notre Dame Press, Notre Dame, 1997. Introduction by Hans Fink and Alasdair MacIntyre. ISBN 0-268-00934-1.[2]
- K.E. Løgstrup, Die etische Forderung. H. Laupp'sche Buchhandlung, Tübingen, 1959.
- Løgstrup: Weite und Prägnanz, Metaphysik I. Übersetzt von Rosemarie Løgstrup. J.C.B. Mohr (Paul Siebeck), Tübingen 1991. VII+210 stron.